# Lednik Severnyj
Lednik Severnyj (englische Transkription von russisch Ледник Северный Lednik Sewerny, deutsch ‚Nördlicher Gletscher‘) ist ein Gletscher im ostantarktischen Mac-Robertson-Land. Er liegt östlich der Barkell-Plattform am nördlichen Ende des Mawson Escarpment.
Russische Wissenschaftler benannten ihn.